# Parancistrus nudiventris
Parancistrus nudiventris är en fiskart som beskrevs av Rapp Py-daniel och Jansen A.S. Zuanon 2005. Parancistrus nudiventris ingår i släktet Parancistrus och familjen Loricariidae. Inga underarter finns listade i Catalogue of Life.